# Małgorzata Katarzyna Gajewska
Małgorzata Katarzyna Gajewska – polska doktor habilitowany nauk weterynaryjnych, profesor w Szkole Głównej Gospodarstwa Wiejskiego w Warszawie, specjalistka od biochemii, fizjologii zwierząt oraz biologii komórki.

## Kariera naukowa
W 2005 roku na Wydziale Medycyny Weterynaryjnej Szkoły Głównej Gospodarstwa Wiejskiego w Warszawie uzyskała stopień doktora nauk weterynaryjnych na podstawie rozprawy pt. Przekaźnictwo sygnału transformującego czynnika wzrostowego-TGF-ß1 wzbudzającego programowaną śmierć komórek linii BME-UV1 nabłonka gruczołu mlekowego bydła, której promotorem był Tomasz Motyl. W 2006 roku została zatrudniona na tejże uczelni, a w 2014 roku uzyskała na jej Wydziale Medycyny Weterynaryjnej stopień doktora habilitowanego nauk weterynaryjnych na podstawie pracy pt. Molekularne mechanizmy regulujące mammogenezę pęcherzykową w gruczole mlekowym krów – badania na modelu kultur przestrzennych in vitro.